# راست‌رویان
راست‌رویان (نام علمی: Pleuronectinae) نام یک زیرخانواده از تیره کفشک‌ماهیان راست‌روی است.